# Nomadisch pastoralisme
Nomadisch pastoralisme is een vorm van pastoralisme waarbij het vee op zoek naar steeds wisselende verse weidegronden wordt gedreven. Echte nomaden volgen een onregelmatig bewegingspatroon, in tegenstelling tot transhumance waarbij men seizoensgebonden vaste weiden bezoekt. Dit onderscheid wordt echter vaak niet waargenomen, en de term "nomade" wordt vaak voor beide gebruikt. Daarnaast is in historische gevallen de regelmatigheid van het bewegingspatroon vaak onbekend. Het gehoedde vee omvat runderen, waterbuffels, jaks, lama's, schapen, geiten, rendieren, paarden, ezels en kamelen. Nomadisch pastoralisme wordt gewoonlijk toegepast in regio's met weinig akkerland, zoals in de steppelanden ten noorden van de landbouwzone van Eurazië.
Van de geschatte 30-40 miljoen nomadische pastoralisten wereldwijd bevinden zich de meeste in Centraal-Azië en de Sahel-regio van Noord- en West-Afrika, zoals de Fulbe, Toeareg en Toeboe, in andere delen van Afrika zoals Nigeria en Somalië, en sommige in het Midden-Oosten, zoals traditionele Bedoeïenen.  
Een toenemend aantal vee kan leiden tot overbegrazing en woestijnvorming als het land zich niet kan herstellen tussen een graasperiode en de volgende. 

## Geschiedenis
Nomadisch pastoralisme ontstond met de opkomst van de landbouw. Men begon dieren en planten voor voedsel te domesticeren, en steden begonnen zich te vormen. Nomadisme bestaat in het algemeen in symbiose met dergelijke gevestigde culturen die dierlijke producten als vlees, huiden, wol en kaas ruilen voor ambachtelijke producten die door de nomadische herders niet worden geproduceerd.
In het verleden werd gesteld dat pastorale nomaden archeologisch geen aanwezigheid achterlieten of verarmd waren. Dit was echter duidelijk niet het geval voor veel oude Euraziatische nomaden, die zeer rijke grafheuvel-begraafplaatsen hebben achtergelaten. Pastorale nomadische sites kan men identificeren op basis van hun locatie buiten de landbouwzone, de afwezigheid van granen of graanverwerkingsapparatuur, de beperkte en karakteristieke architectuur, een overheersing van schapen- en geitenbeenderen, en door etnografische analogie met moderne pastorale nomadische volkeren. 
In Afrika ontstond tijdens het 7e millennium v.Chr.  het pastoraal neolithicum in de toenmaals regenrijkere oostelijke Sahara. 
Juris Zarins stelde voor dat het pastoraal nomadisme als een culturele levensstijl begon in de nasleep van de klimaatcrisis van 6.200 v.Chr., toen Harifian-aardewerk producerende jager-verzamelaars in de Sinaï samengingen met landbouwers van het Prekeramisch Neolithicum B om de Munhata-cultuur te produceren, een nomadische levensstijl gebaseerd op dierlijke domesticatie. Deze ontwikkelde zich tot het Yarmukian en vandaar in een circum-Arabian nomadic pastoral complex, daarbij de Proto-Semitische talen verspreidend.
De Euraziatische steppe werd sinds de late prehistorie grotendeels bevolkt door pastoralistische nomaden, met een opeenvolging van volkeren waaronder de bronstijd-Indo-Europeanen, en later de Indo-Iraniërs, Scythen, Sarmaten, Saken, Alanen, Massageten, Wusun, Yuezhi, Hephthalieten, Jie, Xiongnu, Xianbei, Kitan, Petsjenegen, Koemanen, Kiptsjaken, Karlukken, Avaren, Hunnen, Mongolen, Dzjoengaren, en verschillende Turkse federaties.
De nomaden van de Centraal-Aziatische bronstijd worden geassocieerd met de vroegste transmissies van gierst en tarwe door de regio, die uiteindelijk het centrum van de zijderoute zou vormen.

## Wereldwijd
Nomadisch pastoralisme is historisch gezien wijdverspreid over de minder vruchtbare gebieden van de aarde. Het is te vinden in gebieden met een lage regenval, zoals het Arabisch Schiereiland met de Bedoeïnen, en in Noordoost-Afrika met verscheidene etnische groepen zoals de Somaliërs. Nomadische transhumance is ook gebruikelijk in gebieden met een hard klimaat, zoals Noord-Eurazië met de inheemse Samen, Nenetsen en Tsjoektsjen. Er zijn naar schatting 30-40 miljoen nomaden in de wereld. Pastorale nomaden en semi-nomadische pastoralisten vormen een significante maar dalende minderheid in landen als Saoedi-Arabië (waarschijnlijk minder dan 3%), Iran (4%) en Afghanistan (maximaal 10%). Ze omvatten minder dan 2% van de bevolking in de landen van Noord-Afrika, behalve Libië en Mauritanië.
In Mongolië volgt nog ongeveer 40% van de bevolking een traditionele nomadische levensstijl. In China wordt geschat dat iets meer dan vijf miljoen herders over de pastorale provincies, en meer dan 11 miljoen over de semi-pastorale provincies verspreid leven. Dit brengt het totaal van de (semi) nomadische populatie in China tot meer dan 16 miljoen, in het algemeen in afgelegen, verspreide en resource-arme gemeenschappen.
In Tsjaad leven de Zaghawa, Kreda en Amdang als nomadische pastoralisten. Verder noord in Egypte en West-Libië beoefenen de Bedoeïenen ook het pastoralisme.

## Grensoverschrijdend pastoralisme
Soms bewegen nomadische pastoralisten hun kuddes over internationale grenzen, op zoek naar nieuwe weidegebieden of voor de handel. Deze grensoverschrijdende activiteiten kunnen leiden tot spanningen met nationale regeringen, aangezien deze vaak informeel en buiten hun controle en regelgeving vallen. In Oost-Afrika verloopt meer dan 95% van de grensoverschrijdende handel via onofficiële kanalen, en de onofficiële handel in levende runderen, kamelen, schapen en geiten van Ethiopië naar Somalië, Kenia en Djibouti genereert een geschatte totale waarde van tussen 250 en 300 miljoen USD per jaar (100x meer dan het officiële bedrag). Deze handel helpt de voedselprijzen te verlagen, de voedselzekerheid te vergroten, de grensspanningen te verlichten en de regionale integratie te bevorderen. Er zijn echter ook risico's aan de niet-gereguleerde en ongedocumenteerde aard van deze handel, zoals het gemakkelijker verspreiden van ziektes over nationale grenzen. Bovendien zijn regeringen ongelukkig met verloren belastinginkomsten en wisselkoersopbrengsten, en kan dergelijk handelsverkeer ook worden misbruikt voor illegale zaken als smokkel, mensenhandel, witwaspraktijken en terrorisme.
Er zijn initiatieven geweest om grensoverschrijdende handel te bevorderen en te documenteren, om regionale groei en voedselzekerheid te stimuleren, maar ook om de effectieve vaccinatie van vee mogelijk te maken. Initiatieven omvatten de regionale veerkrachtverbetering tegen droogte (Regional Resilience Enhancement Against Drought, RREAD), verbeterd levensonderhoud in Mandera-driehoek / verbeterd levensonderhoud in het zuiden van Ethiopië (Enhanced Livelihoods in Mandera Triangle/Enhanced Livelihoods in Southern Ethiopia; ELMT/ELSE) als onderdeel van het regionaal verbeterd levensonderhoud in pastorale gebieden ( Regional Enhanced Livelihoods in Pastoral Areas; RELPA)) in Oost-Afrika, en het regionaal levensonderhoud pleitbezorgingsproject (Regional Livelihoods Advocacy Project; REGLAP) gefinancierd door het bureau voor humanitaire hulp van de Europese Commissie (European Commission Humanitarian Aid Office; ECHO).